# 日本葉燈魚
日本葉燈鱼（学名：Lobianchia gemellarii）为輻鰭魚綱燈籠魚目灯笼鱼科的其中一種。分布于大西洋、太平洋熱帶及亞熱帶海域，為深海魚類，棲息深度25-800公尺，體長可達6公分。

## 扩展阅读
維基物種上的相關：日本葉燈鱼